# Худорбии
Худорбии — дворянский род «из польской шляхты».
Потомство Михаила Кондратьевича Худорбия, знатного войскового товарища. Род записан в VI ч. родословной книги Черниговской губернии.

## Описаниегерба
В серебряном поле изображен Лук со Стрелой, летящей в правую сторону, и Шпага, поставленная остриём вверх.
На щите дворянский коронованный шлем. Нашлемник: три страусовых пера. Намёт на щите серебряный, подложенный красным.